# Swanton (Vermont)
Swanton es un pueblo ubicado en el condado de Franklin en el estado estadounidense de Vermont. En el año 2010 tenía una población de 6.427 habitantes y una densidad poblacional de 40,24 personas por km².

## Geografía
Swanton se encuentra ubicado en las coordenadas 44°54′35″N 73°07′14″O / 44.90972, -73.12056.

## Demografía
Según la Oficina del Censo en 2000 los ingresos medios por hogar en la localidad eran de $41,086 y los ingresos medios por familia eran $45,810. Los hombres tenían unos ingresos medios de $32,789 frente a los $25,579 para las mujeres. La renta per cápita para la localidad era de $18,228. Alrededor del 9.2% de la población estaba por debajo del umbral de pobreza.